# Perry (Oklahoma)
Perry è un comune degli Stati Uniti d'America, situato in Oklahoma, nella contea di Noble, della quale è anche il capoluogo.